# Святая Цецилия, или Власть музыки
«Святая Цецилия, или Власть музыки» (нем. Die heilige Cäcilie oder die Gewalt der Musik) — новелла немецкого писателя Генриха фон Клейста, впервые опубликованная в 1810 году в издании Berliner Abendblättern.

## Сюжет
Действие новеллы происходит в XVI веке в Аахене. Четверо братьев-протестантов решают разгромить местный собор. Однако, придя туда, они оказываются очарованы музыкой и пением монахинь, которые как раз в этот день отмечают праздник Тела и Крови Христовых. Позже выясняется, что кантор, сестра Антония, была больна и не могла руководить концертом; её роль взяла на себя святая Цецилия, покровительница церковной музыки.

## Восприятие
Томас Манн охарактеризовал «Святую Цецилию» как «полную чудес легенду», в которой автор «отдаётся ангельскому волшебству католического богослужения, внушая в то же время ужас перед природной жутковатостью его магии, перед его сокрушительной властью над душами собственных врагов-заговорщиков, иконоборцев».